# Twan van Gendt
Twan van Gendt ('s-Hertogenbosch, 9 juni 1992) is een Nederlandse BMX'er.
Op de Olympische Jeugdspelen van 2010 won Van Gendt een bronzen medaille met de Nederlandse wielerploeg, naast de BMX-wedstrijd die hij als tweede beëindigde, moest hij ook uitkomen op de wegwedstrijd waar hij als 57e finishte. Op de Olympische Zomerspelen van 2012 in Londen behaalde hij een vijfde plaats. Na afloop van het wereldkampioenschap op Papendal, op 22 augustus 2021, waarin van Gendt viel, kondigde hij aan te stoppen met zijn BMX carrière. Hij wil zich de komende twee jaar richten op het cross-country mountainbike. 